# Christoph von Kannenberg

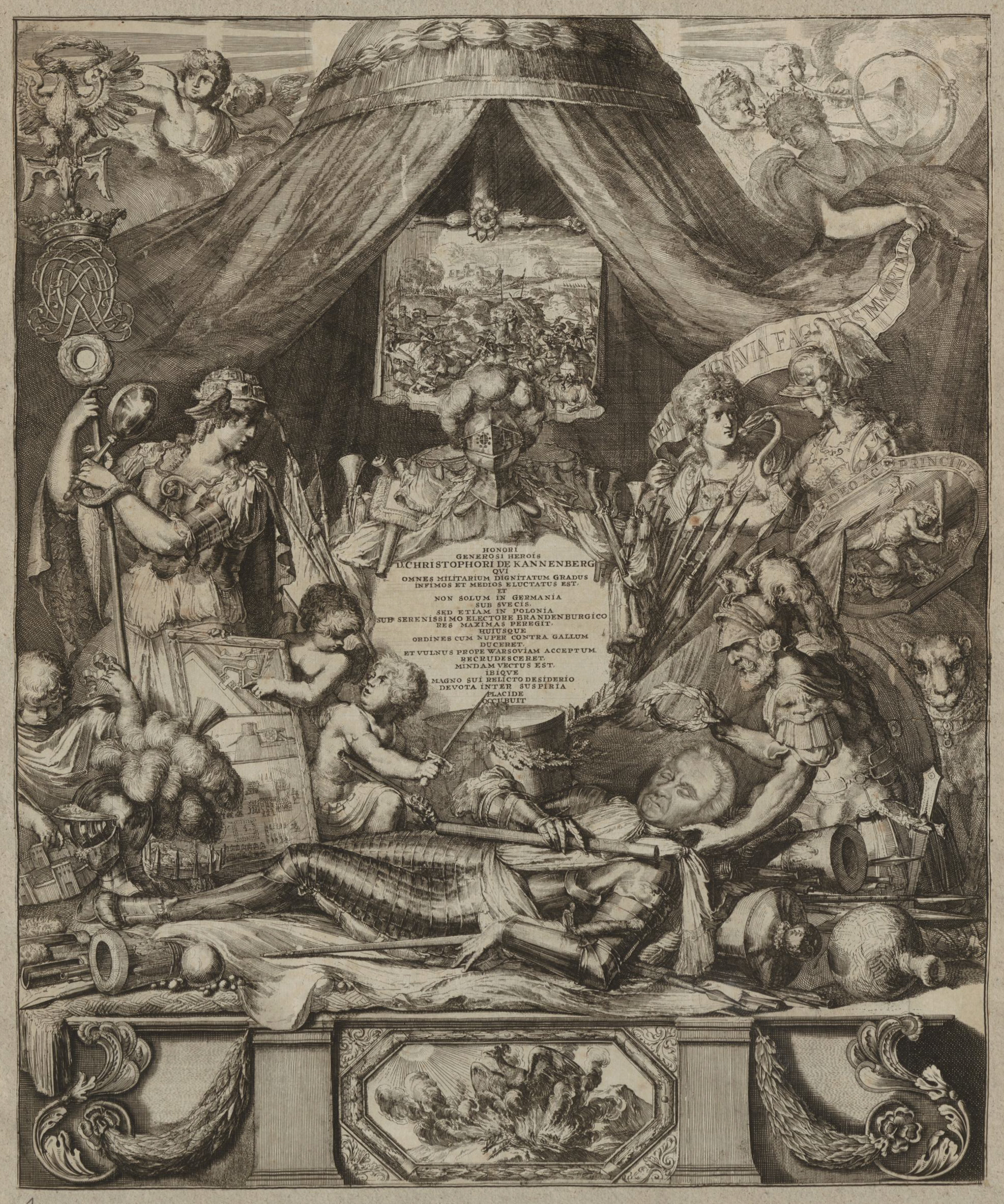
Gedächtnisblatt für Christoph von Kannenberg

Christoph von Kannenberg (* 10. Januar 1615 in Buch, Altmark; † 10. Februar 1673 in Minden) aus dem Adelsgeschlecht derer von Kannenberg war kurbrandenburger Geheimer Kriegsrat, Generalleutnant der Kavallerie, Kammerherr, Obrist zu Roß dazu Gouverneur der Festung Minden, Erbmarschall des Fürstentums Minden sowie Erbherr auf Buschow, Kannenberg und Himmelreich.

## Herkunft
Seine Eltern waren der kurbrandenburgder Rittmeister Christoph von Kannenberg – Erbherr auf Buschow und Kannenberg – und dessen Ehefrau Elisabeth von Barsewisch († 1615) aus dem Haus Scharpenlohe.

## Leben
Er kam nach dem frühen Tod seiner Mutter zu einer Verwandten der Frau von Mahrenholtz und wurde zunächst von Hauslehrer erzogen. Er ging 1631 in königlich schwedische Dienste. Er kam als gemeiner Reiter in das Regiment des Generalmajors Kurviel, was damals in der Altmark stand. 1634 geriet er bei Breitenbach in Gefangenschaft und wurde 16 Wochen in Regensburg im Stockhaus festgehalten, dabei zog er sich eine Verletzung am linken Fuß zu. Nachdem er ausgetauscht wurde, kam er als Korporal in das Regiment des Oberst Gollenstein, nach einem Jahr wurde er dann zum Quartiermeister. Im Gefecht bei Torgau hielt er sich tapfer, wurde aber in den Fuß geschossen. Dennoch kämpfte er im Laufe des Jahres bei erfolgreich bei anderen Gelegenheiten. So wurde er 1635 Kornett, bald Leutnant. Das Regiment wurde dann vom Oberst Wilhelm von Heyking übernommen und der Armee unter Lennart Torstensson zugegeben, dabei wurde Kanneberg zum Rittmeister befördert. Innerhalb von drei Jahren stieg er dann im Regiment Barsch zum Major und Oberstleutnant auf. Unter dem Generalfeldmarschall Königsmark erhielt er dann als Oberst ein Regiment. Damit kämpfte er bei
Breitenfeld und Jankau sowie zahlreichen anderen Gefechten. Bei der Belagerung von Prag konnte er persönlich mit einigen anderen Reitern den Wall ersteigen und fünf Paar Pauken erbeuten. Am Ende des Dreißigjährigen Krieges erhielt er von der schwedischen Königin Christina am 7. Mai 1649 seine Dienstentlassung und 1000 Taler Wartegeld. Seine Reiter wurden am 14. September 1650 vor dem Generalissimus Karl Gustav, Pfalzgraf am Rhein später König von Schweden abgedankt. Das Regiment schenkte dem Obristen dabei seine Standarten.
Im Jülich-Klevischen Erbfolgestreit benötigte der brandenburger Kurfürst Friedrich Wilhelm Truppen und so kam Kannenberg am 13. August 1651 als Generalmajor in Brandenburger Dienste. Im Zweiten Nordischen Krieg kämpfte er in der Schlacht bei Warschau (1656). Dort traf eine Kugel seine Geldbörse, die er am Leib trug.
Zuvor am 17. Januar 1656 hatte er mit dem Kurfürsten und dem König von Schweden den Königsberger Vertrag ausgearbeitet. Der König schenkte dem Unterhändler dafür eine goldene Kette. Am 9. März 1656 ernannt ihn der Kurfürst zum Gouverneur von Minden, am 11. Juni 1657 beförderte er ihn auch noch zum Generalleutnant und erteilte ihm am 17. Juli 1657 die Aufsicht über alle Garnisonen in Westfalen, falls der Generalfeldzeugmeister von Sparr abwesend sein sollte. 1659 schickte der Kurfürst ihn zu Verhandlungen mit den niedersächsischen Kreisständen, was zeigt das der General sein höchstes Vertrauen genoss.
Am 19. Februar 1666 wurde er Geheimer Kriegsrat und dazu am 7. Mai 1666 Erbmarschall des Fürstentums Minden.
Als der 1672 der Holländische Krieg ausbrach, schickte ihn der Kurfürst an den Rhein. Aber der Generalleutnant war den Strapazen nicht mehr gewachsen, er erkrankte schwer und starb am 10. Februar 1673.
Er galt als einer der „vorzüglichsten Reitergenerale des Großen Kurfürsten“. Als er in Minden beerdigt wurde, begleitete auch der Kurfürst den Sarg.

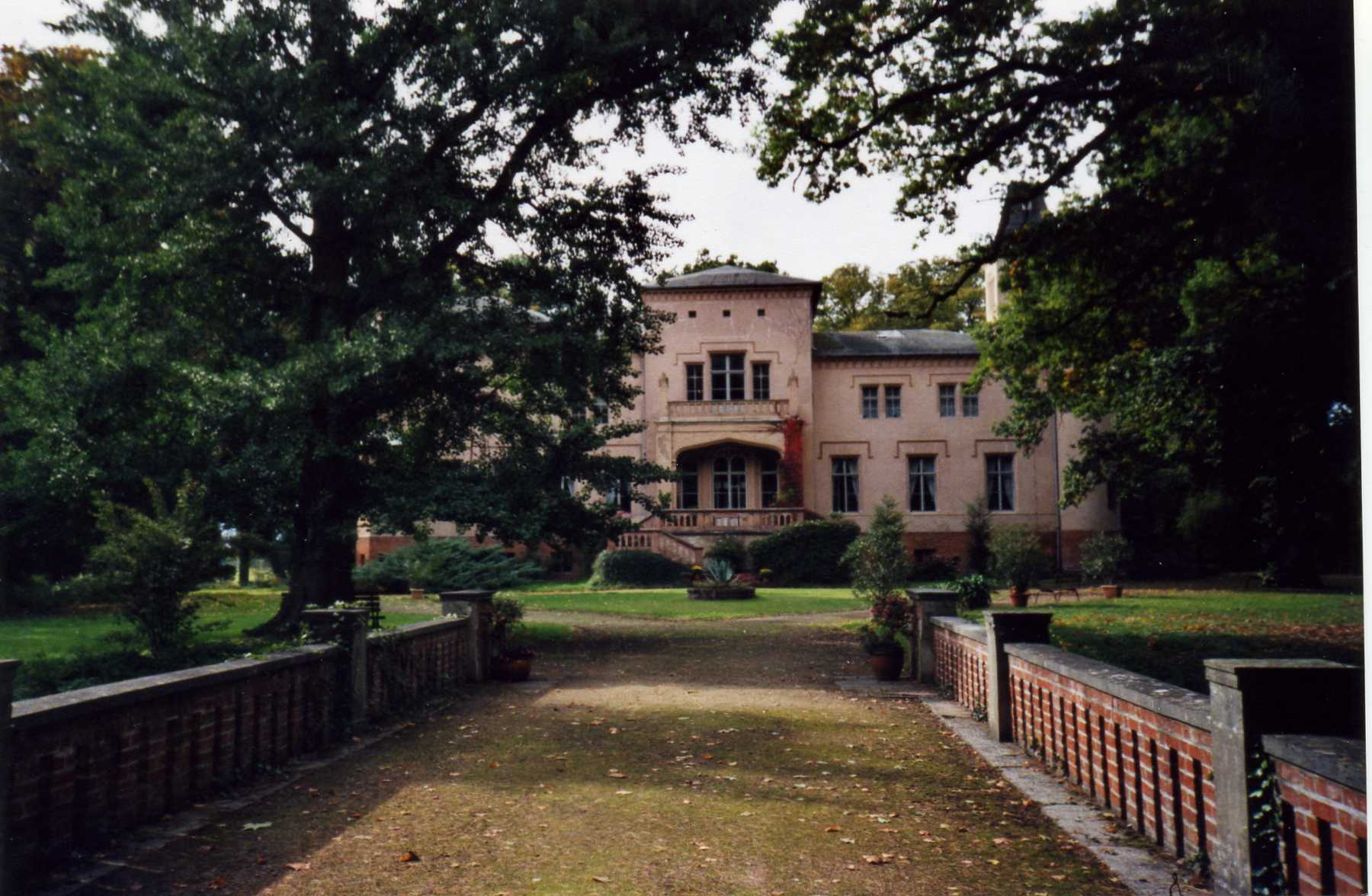
Schloss Krumke

Zu seinem Stammsitz erwarb er 1649 das Gut Krumke bei Osterburg (Altmark) sowie von 1650 bis 1660 Höfe und andere Besitzungen in Räbel, Giesenslage, Calberwisch, Berge und Schwarzholz. 1662 kaufte er auch das Gut Himmelreich (heute Stadtteil von Mieste).

## Familie
Er heiratet am 13. Januar 1652 Maria von Bartensleben, Tochter von Güntzel von Bartensleben Erbherr von Wulfsburg und Brome. Das Paar hatte zwei Söhne und zwei Töchter, darunter:
- Friedrich Wilhelm († 9. August 1714), polnischer Kammerherr ⚭ Barbara Helene von Bibra und Reissicht († 1719)[2][3]